# Джон Гришам
Джон Рей Гришам (на английски: John Ray Grisham) е американски писател. Известен със съдебните си трилъри, Гришам е сред най-високотиражните съвременни писатели. Романите му се отличават със солидните си фактологически проучвания, което им придава особено информативен характер. Значителен брой от неговите книги са превърнати в успешни филми, като „Фирмата“ и „Ударът“.  

## Биография
Роден е на 8 февруари 1955 г. в Джоунсбъроу, щата Арканзас. Има четири братя и сестри. Баща му работи в строителството, а майка му е домакиня.
Семейството му често се мести, докато накрая през 1967 г. се установяват в Саутхейвън, Мисисипи, където Гришам завършва гимназия. Играе като куотърбек във футболния отбор на училището. Насърчаван от майка си, той чете много книги, като любимият му автор е Джон Стайнбек.
През 1977 г. Гришам се дипломира от Мисисипският щатски университет с бакалавър по счетоводството. Докато учи там, той започва да си води дневник, който по-късно му помага за писането на романи.
Завършва право в Мисисипският университет през 1981 г., след което практикува в Саутхейвън, където поема предимно случаи в областта на гражданското и наказателното право, като представлява разнообразни клиенти. За млад юрист, Гришам прекрава доста време в съда.
През 1983 г. влиза в политиката като бива избран за Камарата на представителите на щата Мисисипи от демократическата партия. Там служи до 1990 г., след което се отдава изцяло на писането на романи.

## Произведения

### Романи
- Време да убиваш (A Time To Kill, 1989 г.)
- Фирмата (The Firm, 1991 г.)
- Версия Пеликан (The Pelican Brief, 1992 г.)
- Клиентът (The Client, 1993 г.)
- Камерата (The Chamber, 1994 г.)
- Ударът (The Rainmaker, 1995 г.)
- Присъдата (The Runaway Jury, 1996 г.)
- Партньори (The Partner, 1997 г.)
- Адвокат на улицата (The Street Lawyer, 1998 г.)
- Завещанието (The Testament, 1999 г.)
- Братята (The Brethren, 2000 г.)
- Бялата къща (A Painted House, 2001 г.)
- Да пропуснеш Коледа (Skipping Christmas, 2001 г.)
- Наследници (The Summons, 2002 г.)
- Кралят на исковете (The King of Torts, 2003 г.)
- Bleachers (2003 г.)
- Последният съдебен заседател (The Last Juror, 2004 г.)
- Брокерът (The Broker, 2005 г.)
- Невинният (The Innocent Man, 2006 г.)
- Да играеш за пица (Playing for Pizza, 2008 г.)
- Обжалването (The Appeal, 2008 г.)
- Изнудването (The Associate, 2009 г.)
- Признанието (The Confession, 2010 г.)
- Звездният отбор (The Litigators, 2011 г.)
- Калико Джо (Calico Joe, 2012 г.)
- Рекетьорът (The Racketeer, 2012 г.)
- Сянката на чинара (Sycamore Row, 2013 г.)
- Планината Грей (Gray Mountain, 2014 г.)
- Адвокат на престъпници (The Rogue Lawyer, 2015 г.)
- Partners – A Rogue Lawyer Short Story – JOHN GRISHAM’S FIRST ORIGINAL E-SHORT
- Witness to a Trial – An all-new digital short story
- Таен Свидетел (The Whistler, 2016 г.)
- Остров Камино (Camino Island, 2017 г.)
- Бар „Петлите“ (The Rooster Bar, 2017 г.)
- Разплата (The Reckoning, 2018 г.)
- Пазителите (The Guardians, 2019 г.)
- Ветрове над Камино (Camino Winds, 2020 г.)
- Време за милост (A Time for Mercy, 2020 г.)
- Списъкът на съдията (The Judge's List, 2021 г.)
- Сули (Sooley, 2021 г.)
- Спаринг партньори (Sparring Partners, 2022 г.), сборник с новели
- Момчетата от Билокси (The Boys from Biloxi, 2022 г.)

### Поредица с главен герой Теодор Буун
- Теодор Буун. Момчето адвокат (Theodore Boone: Kid Lawyer, 2010)
- Теодор Буун. Отвличането (Theodore Boone: The Abduction, 2011)
- Теодор Буун. Заподозрян (Theodore Boone: The Accused, 2012)
- Теодор Буун. Активист (Theodore Boone: The Activist, 2013)
- Теодор Буун. Беглецът (Theodore Boone: The Fugitive, 2015)
- Теодор Буун. Скандал (Theodore Boone: The Scandal, 2016)
- Theodore Boone: The Accomplice (2019)

### Сборник с разкази
- Окръг Форд (Ford County, 2009)